# Šahy
Šahy (węg. Ipolyság, niem. Eipelschlag) – przygraniczne miasto w południowej Słowacji, w powiecie Levice w kraju nitrzańskim (region Hont). Miasto leży na wysokości 130 m n.p.m. nad rzeką Ipolą, u wylotu Kotliny Ipelskiej na Nizinę Naddunajską. 
Šahy liczyły 7624 mieszkańców w 2011 roku, w tym około 58% stanowili Węgrzy, około 39% Słowacy, około 0,5% Cyganie, a 0,4% Czesi. Powierzchnia miasta wynosi 42,727 km². Oprócz historycznych Šahów, stanowiących centrum miasta, w jego skład wchodzą samodzielne niegdyś wsie Preseľany nad Ipľom, Tešmak i Piesky. Pierwsza z nich jest jedynym należącym do Słowacji osiedlem na południe od rzeki Ipola.
Nazwa miasta po raz pierwszy została zapisana w 1237 jako Saag i pochodzi prawdopodobnie od starowęgierskiego ság – „wzgórze”.
Przez miasto przebiega międzynarodowa droga E77 Kraków - Banská Bystrica - Budapeszt. Do 2007 roku znajdowało się tu drogowe przejście graniczne Šahy-Parassapuszta.
Od 1886 Šahy stanowią ważny węzeł kolejowy na trasie z Bratysławy na wschodnią Słowację. Na odcinku od wsi Kubáňovo do Šahów linia ta biegnie południowym brzegiem Ipoli. Ze względu na to traktat trianoński przyznał Czechosłowacji obszar na południowym brzegu Ipeli między tymi miastami (m.in. dzisiejszą dzielnicę Preseľany nad Ipľom).
W mieście rozwinął się przemysł włókienniczy, mięsny oraz maszynowy.

## Miasta partnerskie
- Szécsény
- Vác